# David Almandoz
David Eduardo Almandoz Castro (Lima, 14 de agosto de 1969) es un actor peruano. Es más conocido por su rol estelar de «Pepe» Gonzales en la serie televisiva Al fondo hay sitio.

## Carrera
Nace en el distrito de Barranco el 14 de agosto de 1969.
Almandoz estudia actuación en el taller del dramaturgo Roberto Ángeles. 
Almandoz tiene cortas apariciones en varios filmes peruanos.
En 2004, interpreta a Francisco "Rambito" en la serie de televisión Así es la vida, siendo su primer papel más relevante en series. Termina su participación en la serie, en 2008.
Desde el año 2009 hasta el 2016, interpreta a "Pepe" Gonzáles en la serie Al fondo hay sitio de América Televisión. Además, participó en la cinta Somos Néctar en el 2017 y dedicó a la rama de la enseñanza como profesor de teatro.[cita requerida]
En 2022, participa en la nueva etapa de Al fondo hay sitio, repitiendo su papel de "Pepe" Gonzáles hasta la actualidad.

## Filmografía

### Cine
| Año  | Título                 | Personaje                 | Notas          | Ref. |
| ---- | ---------------------- | ------------------------- | -------------- | ---- |
| 1998 | No se lo digas a nadie |                           | Rol secundario |      |
| 2003 | Ojos que no ven        | Dr. Joven                 | Rol secundario |      |
| 2005 | Mañana te cuento       | Policía                   | Rol secundario |      |
| 2019 | Rapto                  | Dueño de la Pensión David | Rol secundario |      |

### Televisión

#### Series y telenovelas
| Año       | Título                          | Personaje                                                                 | Notas                    | Ref. |
| --------- | ------------------------------- | ------------------------------------------------------------------------- | ------------------------ | ---- |
| 1999      | Isabella, mujer enamorada       | Hernán                                                                    | Rol secundario           |      |
| 2000      | Estrellita del sur              | Amador Flores                                                             | Rol secundario           |      |
|           | Mil oficios                     |                                                                           | Rol recurrente           |      |
|           | Teatro desde el teatro          | Varios roles                                                              | Roles principales        |      |
| 2004–2006 | Así es la vida                  | Francisco "Pancho" García / "Rambito"                                     | Rol protagónico          |      |
| 2008      | Así es la vida                  | Francisco "Pancho" García / "Rambito"                                     | Rol de invitado especial |      |
| 2007      | Nacida para triunfar            |                                                                           | Rol recurrente           |      |
| 2007      | Rita y yo                       | "Chirinos"                                                                | Rol principal            |      |
| 2008      | Los Jotitas                     | Juan Carlos                                                               | Rol secundario           |      |
| 2008      | Sally, la muñequita del pueblo  | Luis Cerna / ''Luis Serna''                                               | Rol principal            |      |
| 2009–2016 | Al fondo hay sitio              | José Visitación "Pepe" Gonzales Camacho / "Sr. Alacrán" / "Pepe Algornez" | Rol protagónico          |      |
| 2022–2024 | Al fondo hay sitio              | José Visitación "Pepe" Gonzales Camacho / "Sr. Alacrán" / "Pepe Algornez" | Rol protagónico          |      |
| 2015      | Al fondo hay sitio              | Secuestrador #1 (voz)                                                     | Rol de invitado especial |      |
| 2017      | TEAM: Tu embajada al mundo      | Manuel                                                                    | Rol principal            |      |
| 2021      | De vuelta al barrio             | José Visitación "Pepe" Gonzales Camacho                                   | Rol de invitado especial |      |
| 2022      | Al fondo hay sitio: El especial | Él mismo                                                                  | (Edición Especial)       |      |
| 2022      | Al fondo hay sitio: El especial | "Pepe" Gonzales                                                           | (Edición Especial)       |      |

#### Programas
| Año  | Título           | Rol      | Notas             | Ref. |
| ---- | ---------------- | -------- | ----------------- | ---- |
| 2022 | En boca de todos | Él mismo | Invitado especial |      |
| 2022 | Estás en todas   | Él mismo | Invitado especial |      |
| 2022 | + Espectáculos   | Él mismo | Invitado especial |      |

### Vídeos musicales
| Año  | Título                | Personaje     | Notas                         | Ref. |
| ---- | --------------------- | ------------- | ----------------------------- | ---- |
| 2009 | Al fondo hay sitio    | Pepe Gonzales | De Tommy Portugal             |      |
| 2009 | Familias particulares | Pepe Gonzales | De Los Fernández              |      |
| 2011 | El Tiempo             | Pepe Gonzales | De Koky Bonilla y Afrodisíaco |      |
| 2016 | Al fondo hay sitio    | Pepe Gonzales | De Tommy Portugal             |      |
| 2016 | Las Lomas             | Pepe Gonzales | De Juan Carlos Fernández      |      |

### Spots publicitarios
- Frugo Kards: Al fondo hay sitio (2010) como "Pepe" Gonzales.

### Giras televisivas
- Al fondo hay sitio: Festival Peruano de Nueva Jersey (2010).[2]
- Al fondo hay sitio: Estadio Santa Cruz de Bolivia (2010).[3]
- Al fondo hay sitio: Estadio Santa Cruz de Bolivia (2012).[4]

## Teatro
| Año       | Título                                        | Personaje     | Notas           | Ref. |
| --------- | --------------------------------------------- | ------------- | --------------- | ---- |
| 2006      | El oso                                        |               | Rol principal   |      |
| 2007      | Demonios en la piel, la pasión según Pasolini |               | Rol principal   |      |
| 2008      | Los números seis                              |               | Rol principal   |      |
| 2010–2012 | Al fondo hay sitio                            | Pepe Gonzales | Rol protagónico |      |

## Discografía

### Temas musicales
- «El tiempo (nueva versión)» (2020)

## Literatura

### Álbumes
- Al fondo hay sitio: Primera Temporada (2009) como "Pepe" Gonzales (Imagen).
- Al fondo hay sitio: Segunda Temporada (2010) como "Pepe" Gonzales (Imagen).
- Al fondo hay sitio: Tercera Temporada (2011) como "Pepe" Gonzales (Imagen).

## Eventos

### Circos
- Circo de Al fondo hay sitio (2010) como "Pepe" Gonzales (Él mismo).